# Vibrio vulnificus
Vibrio vulnificus je gramnegativní, pohyblivá, zakřivená, tyčinkovitá bakterie z rodu Vibrio. Vyskytuje se v ústích řek, brakických a pobřežních vodách. Je původcem onemocnění ryb (vibriózy). Blízce příbuzný druh V. cholerae je zodpovědný za vznik cholery.